# Stéphane Ruffier
Stéphane Ruffier (Bayonne, 27 settembre 1986) è un allenatore di calcio ed ex calciatore francese, di ruolo portiere.
È il portiere che ha subito il maggior numero di gol da parte di Zlatan Ibrahimovic, avendo subito ben 16 reti dallo svedese in carriera.

## Carriera

### Club
Cresciuto nelle giovanili del Monaco, il 1º luglio 2005 Ruffier venne aggregato alla prima squadra e il giorno seguente venne mandato in prestito all'Aviron Bayonnais in Championnat National (3ª divisione francese di calcio).

#### Monaco
Il 30 giugno 2006, dopo aver raccolto 38 presenze ed aver subito 41 reti con la maglia dell'Aviron Bayonnais, tornò al Monaco in cui militò per 5 stagioni.

#### Saint-Étienne
L'11 luglio 2011, a seguito della clamorosa retrocessione del Monaco in Ligue 2, si trasferì al Saint-Étienne per una cifra intorno agli 8 milioni di euro. Rifiutò un'offerta proveniente dal Manchester City che non gli avrebbe offerto lo stesso spazio che gli sarebbe stato offerto dalla squadra biancoverde. Il 4 gennaio 2021, dopo aver difeso i pali della porta biancoverde per 10 stagioni, la dirigenza, a causa del procedimento disciplinare a suo carico dopo screzi avvenuti con la società stessa, comunica con rammarico all'estremo difensore la decisione di rescindere anticipatamente il proprio contratto in scadenza il prossimo 30 giugno 2021.

#### Dopo il ritiro
Il 13 gennaio 2021 firma con Aviron Bayonnais Football Club, squadra nella quale è cresciuto, come educatore dell'accademia portieri della squadra, ponendo così fine alla sua carriera di calciatore.

## Statistiche

### Presenze e reti nei club
Statistiche aggiornate al 7 aprile 2020.
| Stagione             | Squadra              | Campionato           | Campionato | Campionato | Coppe nazionali | Coppe nazionali | Coppe nazionali | Coppe continentali | Coppe continentali | Coppe continentali | Altre coppe | Altre coppe | Altre coppe | Totale | Totale |
| Stagione             | Squadra              | Comp                 | Pres       | Reti       | Comp            | Pres            | Reti            | Comp               | Pres               | Reti               | Comp        | Pres        | Reti        | Pres   | Reti   |
| -------------------- | -------------------- | -------------------- | ---------- | ---------- | --------------- | --------------- | --------------- | ------------------ | ------------------ | ------------------ | ----------- | ----------- | ----------- | ------ | ------ |
| 2003-2004            | Monaco 2             | CFA                  | 10         | -?         | -               | -               | -               | -                  | -                  | -                  | -           | -           | -           | 10     | -?     |
| 2004-2005            | Monaco 2             | CFA                  | 17         | -?         | -               | -               | -               | -                  | -                  | -                  | -           | -           | -           | 17     | -?     |
| 2005-2006            | Aviron Bayonnais     | CN                   | 38         | -41        | CF+CdL          | 0+0             | 0               | -                  | -                  | -                  | -           | -           | -           | 38     | -41    |
| 2006-2007            | Monaco 2             | CFA                  | 3          | -?         | -               | -               | -               | -                  | -                  | -                  | -           | -           | -           | 3      | -?     |
| Totale Monaco 2      | Totale Monaco 2      | Totale Monaco 2      | 30         | -?         |                 | -               | -               |                    | -                  | -                  |             | -           | -           | 30     | -?     |
| 2006-2007            | Monaco               | L1                   | 0          | 0          | CF+CdL          | 3+0             | -2              | -                  | -                  | -                  | -           | -           | -           | 3      | -2     |
| 2007-2008            | Monaco               | L1                   | 10         | -12        | CF+CdL          | 2+0             | -4              | -                  | -                  | -                  | -           | -           | -           | 12     | -16    |
| 2008-2009            | Monaco               | L1                   | 32         | -39        | CF+CdL          | 4+0             | -2              | -                  | -                  | -                  | -           | -           | -           | 36     | -41    |
| 2009-2010            | Monaco               | L1                   | 37         | -44        | CF+CdL          | 6+1             | -5 + -2         | -                  | -                  | -                  | -           | -           | -           | 44     | -51    |
| 2010-2011            | Monaco               | L1                   | 34         | -33        | CF+CdL          | 1+3             | -1 + -3         | -                  | -                  | -                  | -           | -           | -           | 38     | -37    |
| Totale Monaco        | Totale Monaco        | Totale Monaco        | 113        | -128       |                 | 20              | -19             |                    | -                  | -                  |             | -           | -           | 133    | -147   |
| 2011-2012            | Saint-Étienne        | L1                   | 38         | -45        | CF+CdL          | 1+2             | -1 + -3         | -                  | -                  | -                  | -           | -           | -           | 41     | -49    |
| 2012-2013            | Saint-Étienne        | L1                   | 38         | -32        | CF+CdL          | 3+5             | -6 + -1         | -                  | -                  | -                  | -           | -           | -           | 46     | -39    |
| 2013-2014            | Saint-Étienne        | L1                   | 38         | -34        | CF+CdL          | 0+1             | -2              | UEL                | 4                  | -5                 | -           | -           | -           | 43     | -41    |
| 2014-2015            | Saint-Étienne        | L1                   | 38         | -30        | CF+CdL          | 5+2             | -9 + -1         | UEL                | 8                  | -4                 | -           | -           | -           | 53     | -44    |
| 2015-2016            | Saint-Étienne        | L1                   | 38         | -37        | CF+CdL          | 4+0             | -6              | UEL                | 11                 | -13                | -           | -           | -           | 53     | -56    |
| 2016-2017            | Saint-Étienne        | L1                   | 31         | -37        | CF+CdL          | 0+1             | -1              | UEL                | 9                  | -8                 | -           | -           | -           | 41     | -46    |
| 2017-2018            | Saint-Étienne        | L1                   | 35         | -43        | CF+CdL          | 0+1             | -1              | -                  | -                  | -                  | -           | -           | -           | 36     | -44    |
| 2018-2019            | Saint-Étienne        | L1                   | 37         | -40        | CF+CdL          | 2+1             | -6 + -1         | -                  | -                  | -                  | -           | -           | -           | 40     | -47    |
| 2019-2020            | Saint-Étienne        | L1                   | 22         | -40        | CF+CdL          | 4+0             | -2              | UEL                | 4                  | -6                 | -           | -           | -           | 30     | -42    |
| Totale Saint-Étienne | Totale Saint-Étienne | Totale Saint-Étienne | 315        | -338       |                 | 30              | -40             |                    | 36                 | -36                |             | -           | -           | 380    | -408   |
| Totale carriera      | Totale carriera      | Totale carriera      | 502        | -507       |                 | 59              | -59             |                    | 36                 | -36                |             | -           | -           | 584    | -596   |

### Cronologia presenze e reti in nazionale
| Cronologia completa delle presenze e delle reti in nazionale ― Francia | Cronologia completa delle presenze e delle reti in nazionale ― Francia | Cronologia completa delle presenze e delle reti in nazionale ― Francia | Cronologia completa delle presenze e delle reti in nazionale ― Francia | Cronologia completa delle presenze e delle reti in nazionale ― Francia | Cronologia completa delle presenze e delle reti in nazionale ― Francia | Cronologia completa delle presenze e delle reti in nazionale ― Francia | Cronologia completa delle presenze e delle reti in nazionale ― Francia |
| Data                                                                   | Città                                                                  | In casa                                                                | Risultato                                                              | Ospiti                                                                 | Competizione                                                           | Reti                                                                   | Note                                                                   |
| ---------------------------------------------------------------------- | ---------------------------------------------------------------------- | ---------------------------------------------------------------------- | ---------------------------------------------------------------------- | ---------------------------------------------------------------------- | ---------------------------------------------------------------------- | ---------------------------------------------------------------------- | ---------------------------------------------------------------------- |
| 11-8-2010                                                              | Oslo                                                                   | Norvegia                                                               | 2 – 1                                                                  | Francia                                                                | Amichevole                                                             | -2                                                                     |                                                                        |
| 27-5-2014                                                              | Saint-Denis                                                            | Francia                                                                | 4 – 0                                                                  | Norvegia                                                               | Amichevole                                                             | -                                                                      |                                                                        |
| 29-3-2015                                                              | Saint-Denis                                                            | Francia                                                                | 2 – 0                                                                  | Danimarca                                                              | Amichevole                                                             | -                                                                      |                                                                        |
| Totale                                                                 |                                                                        | Presenze                                                               | 3                                                                      |                                                                        | Reti                                                                   | -2                                                                     |                                                                        |

## Palmarès

### Club

#### Competizioni nazionali
- Coppa di Lega francese: 1

Saint-Étienne: 2012-2013